# Variable Alfa Cygni
Les variables Alfa Cygni són estrelles variables que exhibeixen pulsacions no radials. Són estrelles supergegants del tipus espectral B o A. Les variacions en esclat de l'ordre de 0,1 magnituds estan associades amb pulsacions radials, que sovint semblen irregulars, degut al seu batec de múltiples períodes de pulsació.
El prototipus d'aquestes estrelles, Deneb (α Cygni), exhibeix fluctuacions de la seva brillantor entre les magnituds +1,21 i +1,29.